# Симфонічний оркестр Данського радіо
Симфонічний оркестр Данського радіо (дан. DR Symfoniorkestret) або Данський національний симфонічний оркестр (англ. Danish National Symphony Orchestra, DNSO) — симфонічний оркестр з Копенгагена, Данія. Він базується в концертному залі Данського радіо і є його головним симфонічним оркестром.

## Історія
Ідея створення оркестру виникла у співака Еміля Холма, який висловив бажання створити у Данії штатний симфонічний оркестр. У співпраці з колегами-музикантами Отто Фесселем, Рудольфом Дітцом Манном і Фолмером Йенсеном оркестр був заснований у 1925 році. В новоствореному колективі було 11 виконавців на чолі з диригентом Лауні Ґрьондалем, який, проте, не мав офіційної посади. За рік кількість виконавців у оркестрі зросла до 30 чоловік. У 1927 році оркестр дав свій перший публічний концерт, а в 1928 році почав давати щотижневі концерти. У 1930 році Холм запросив диригентом у колектив Миколу Малька. Свої перші концерти окрестр давав в Аксельборзі, а у 1931 році він почав давати концерти в залі Stærekassen Королівського данського театру. Після вигнання з Німеччини в 1930-х роках диригент Фріц Буш долучився до колективу, хоча теж не мав офіційної посади. В 1948 році оркестр налічував 92 музиканти.
Першим диригентом, який отримав офіційну посаду головного диригента оркестру, був Герберт Бломстедт, який очолював колектив з 1967 по 1977 рік. Разом з ним оркестр записав оркестрові твори Карла Нільсена. Після полишення посади Бломстедт отримав звання почесного диригента DNSO. Наступним головним диригентом, після 9-річної перерви, став Ламберто Гарделлі, очолювавши оркестр з 1986 по 1988 рік. Томас Даусгор, який був головним запрошеним диригентом DNSO з 2001 по 2004 рік, став головним диригентом у 2004 році, ставши першим данським диригентом, який отримав це звання. У жовтні 2009 року Даусгор вирішив покинути посаду після концертного сезону 2010—2011, отримавши звання почесного диригента. Окрім Даусгора, головними запрошеними диригентами DRSO були Юрій Темірканов, Мікаель Шьонвандт і Дмитро Китаєнко.
У 2010 році оркестр призначив Сьорена Нільса Айхберга своїм першим штатним композитором. Оркестр виконував композиції Айхберга, зокрема прем'єру його Симфонії № 3.
У лютому 2011 року Симфонічний оркестр Данського радіо оголосив про призначення головним диригентом, починаючи з сезону 2012—2013, Рафаеля Фрюбека де Бургоса, із початковим контрактом до 2015. Проте Фрюбек де Бургос пішов у відставку з посади головного диригента 4 червня 2014 року через проблеми зі здоров'ям.
У серпні 2014 року оркестр призначив своїм наступним головним диригентом з 2017 року Фабіо Луїзі з початковим контрактом до 2020 року. У травні 2018 року оркестр оголосив про продовження контракту Луїзі до 2023 року, а у серпні 2020 — до 2026 року.
Оркестр записував для таких лейблів, як DaCapo та Chandos, у тому числі музику данських композиторів, таких як Август Енна, Нільс Гаде, Руд Ланґґор і Пер Норгорд. Оркестр також виконав запис творів Йоганнеса Брамса.

## Головні диригенти
- Герберт Бломстедт (1967—1977)
- Ламберто Гарделлі[en] (1986—1988)
- Лейф Сегерстам (1988—1995)
- Ульф Шірмер[en] (1995—1998)
- Герд Альбрехт (2000—2004)
- Томас Даусгор[en] (2004—2011)
- Рафаель Фрюбек де Бургос[en] (2012—2014)
- Фабіо Луїзі (з 2017 дотепер)

## Диригенти оркестру
- Лауні Ґрьондаль[en] (1925—1956)
- Еміль Ресен[en] (1927—1936)
- Ерік Туксен (1936—1957)
- Могенс Вьольдіке[en] (1950—1976)
- Томас Єнсен[en] (1957—1963)